# Diamant carré gyroallongé
Pour les articles homonymes, voir Diamant (homonymie) et J17.
Le diamant carré gyroallongé est une figure géométrique faisant partie des solides de Johnson (J17). 
Comme son nom le suggère, il peut être obtenu en gyroallongeant un octaèdre par insertion d'un antiprisme carré entre ses 2 moitiés isométriques. C'est par ailleurs un deltaèdre.
Les 92 solides de Johnson furent nommés et décrits par Norman Johnson en 1966.